# Dicranella khasiana
Dicranella khasiana là một loài rêu trong họ Dicranaceae. Loài này được Griffiths A. Jaeger mô tả khoa học đầu tiên năm 1872.